# Rosenböna
Rosenbönan (Phaseolus coccineus) är en växt i familjen ärtväxter med oklart ursprung, möjligen Mexiko. Den odlas både som grönsak och som prydnadsväxt. Odlas nästan alltid som ettårig.
Mångformig klättrande perenn ört. Blad trefingrade, småbladen 7.5-12.5 cm långa, Brett rombiskt äggrunda, spetsiga. Blommorna kommer i klasar i bladvecken. Blomstjälkarna är lika långa, eller längre än bladen. Kronan är scharlakansröd eller vit, eller i kombinationer av dessa, 1.8-2.5 cm lång. Kölen formar en eller två spiraler. Baljorna blir 10-30 cm långa, sparsamt håriga eller nästan kala.
Rosenbönans planta är inte giftig, men de råa fröna kan ge kräkningar, magsmärtor och diarreer. Särskilt gäller detta groende bönor.
Arten är mångformig och en av de senare indelningarna ser ut så här:
- subsp. coccineus
  - var. argenteus
  - var. coccineus
  - var. condensatus
  - var. griseus
  - var. lineatibracteolatus
  - var. parvibracteolatus
  - var. pubescens
  - var. semperbracteolatus
  - var. splendens
  - var. strigillosus
  - var. tridentatus
  - var. zongolicensis

- subsp. striatus
  - var. guatemalensis
  - var. minuticicatricatus
  - var. pringlei
  - var. purpurascens
  - var. rigidicaulis
  - var. striatus
  - var. timilpanensis